# Luís Antônio de Carvalho Ferraz
Luís Antônio de Carvalho Ferraz, zw. Comandante Ferraz (ur. 21 lutego 1940 w São Luís do Maranhão, zm. 11 sierpnia 1982 w Halifaksie) – brazylijski wojskowy, inżynier, oceanograf. Pionier brazylijskiego programu eksploracji Antarktyki. Jego imieniem nazwano brazylijską stację antarktyczną: Estação Antártica Comandante Ferraz.